# Пустоварівська волость
Пустоварівська волость — історична адміністративно-територіальна одиниця Сквирського повіту Київської губернії з центром у селі Пустоварівка.
Станом на 1886 рік складалася з 6 поселень, 6 сільських громад. Населення — 4852 особи (2330 чоловічої статі та 2522 — жіночої), 648 дворових господарств.
Наприкінці 1880-х років волость було ліквідовано, майже усі поселення відійшли до Антонівської волості, окрім Таборова, віднесеного до Чубинецької волості.
|                     | Площа, десятин | У тому числі орної, дес. |
| ------------------- | -------------- | ------------------------ |
| Сільських громад    | 4149           | 3669                     |
| Приватної власності | 5985           | 4336                     |
| Іншої власності     | 148            | 109                      |
| Загалом             | 10282          | 8114                     |

Поселення волості:
- Пустоварівка — колишнє власницьке село за 10 верст від повітового міста, 1932 особи, 346 дворів, православна церква, католицька каплиця, школа, 2 постоялих будинки, лавка, водяний млин.
- Кам'яна Гребля — колишнє власницьке село, 304 особи, 60 дворів, православна церква, постоялий будинок.
- Кононівка — колишнє власницьке село, 150 осіб, 24 двори, постоялий будинок, цегельний завод.
- Таборів — колишнє власницьке село при річці Роставиця, 920 осіб, 128 дворів, православна церква, школа, 2 постоялих будинки, водяний млин.
- Тхорівка — колишнє власницьке село, 920 осіб, 128 дворів, православна церква, католицька каплиця, школа, постоялий двір, постоялий будинок.